# Antropologia teatral
L'antropologia teatral és l'estudi del comportament de l'ésser humà "en estat de representació organitzada", és a dir, quan està interpretant arts escèniques (teatre, dansa, etc.). L'objecte d'estudi és l'intèrpret i no l'obra de teatre. Aquest magisteri teòric té una aplicació pràctica directa per a l'entrenament actoral. Va començar-se a desenvolupar al segle xx per Eugenio Barba i Nicola Savarese.